# Kentaro Otani
Kentaro Otani (Quioto, 1965) é um cineasta e roteirista japonês. 
É conhecido por Nana (2005), adaptação do mangá homônimo. Depois disso, dirigiu a continuação, Nana 2 (2006), sem obter o mesmo sucesso, e Tsutenkaku (2008). 